# Carl H. Eigenmann
Carl H. Eigenmann (Flehingen in Oberderdingen, 9 maart 1863 - San Diego, 24 april 1927) was een Duits-Amerikaans ichtyoloog. Samen met zijn vrouw Rosa Smith Eigenmann beschreef hij honderden vissoorten wetenschappelijk, vooral uit Noord- en Zuid-Amerika.

## Biografie
Toen hij 14 jaar was kwam Eigenmann met een oom naar Rockport (Indiana). Twee jaar later ging hij naar de Universiteit van Indiana, waar hij biologie studeerde bij David Starr Jordan. In 1886 verkreeg hij de graad van bachelor. Hij ging kort daarna naar Californië. Daar maakte hij kennis met Rosa Smith, die reeds naam had gemaakt met haar onderzoek van vissen aan de westkust van de Verenigde Staten. Ze huwden op 20 augustus 1887 en gingen samen naar de Harvard-universiteit waar ze de uitgebreide collecties van Louis Agassiz en Franz Steindachner onderzochten en de eerste van een reeks gezamenlijke publicaties schreven.
In december 1888 verhuisden ze naar San Diego, waar Carl curator werd van een natuurwetenschappelijk genootschap. Hij doctoreerde in Indiana in 1889 en werd in 1891 door Jordan benoemd tot hoogleraar zoölogie aan de universiteit van Indiana. In 1892 kon hij een eerste expeditie door het westen van Noord-Amerika maken waarop hij vele nieuwe soorten verzamelde. Op latere expedities focuste hij zich op de blinde vissen en salamanders in de grotten van Indiana, Texas, Missouri en Cuba. Over de evolutie van deze dieren publiceerde hij in 1909 de studie Cave vertebrates of America; a study in degenerative evolution.
In 1906-7 was hij gastdocent aan de universiteit van Freiburg. In 1908 werd hij decaan van de graduate school in Indiana. Datzelfde jaar ondernam hij met de steun van het Carnegie Museum van Pittsburgh een expeditie naar Brits-Guiana die 25.000 specimina opleverde. Dit resulteerde later in de beschrijving van 128 nieuwe soorten en 28 nieuwe geslachten. Hij ondernam ook nog reizen naar Colombia (1912) en de Andes (1918). De samenwerking met Rosa bleef maar verminderde omdat zij ook moest zorgen voor hun vijf kinderen, van wie er één gehandicapt was.
Zijn latere jaren bracht Eigenmann door met het schrijven van verslagen van zijn vorige expedities en met het assisteren van jongere collega's bij het opzetten van hun eigen reizen.
Hij werd in 1923 verkozen als lid van de National Academy of Sciences. Nadat hij in 1927 een hartaanval kreeg keerde de familie terug naar San Diego.

## Hommage
In 1970 werd Eigenmann Hall, een studentenhome van 14 verdiepingen op de campus van de universiteit van Indiana naar hem genoemd.
Het vissengeslacht Eigenmannia waartoe onder meer de groene mesvis behoort, is naar hem vernoemd, evenals een aantal vissoorten zoals Astroblepus eigenmanni, Carlana eigenmanni en Pimelodella eigenmanni. De soorten Pimelodella eigenmanniorum en Astyanax eigenmanniorum zijn vernoemd naar het echtpaar "Eigenmann & Eigenmann".